# Philonotis krausei
Philonotis krausei är en bladmossart som beskrevs av Brotherus 1904. Philonotis krausei ingår i släktet källmossor, och familjen Bartramiaceae. Inga underarter finns listade i Catalogue of Life.